# Lydia J. Roberts
Lydia Jane Roberts (1879-1965) fue una nutricionista, profesora, investigadora y autora de libros estadounidense.
Escribió Nutrition Work with Children (1928), un libro de texto clásico en los Estados Unidos. Roberts fue nombrada profesora asistente en la Universidad de Chicago en 1919 y, al obtener el doctorado en 1928, fue promocionada a profesora asociada. En 1930 Roberts fue profesora y presidenta del Departamento de Economía Doméstica de aquella Universidad. Después de dejar Chicago en 1944 Roberts ganó una cátedra en la Universidad de Puerto Rico, que ocupó hasta su jubilación en 1965.